# Gugang (sockenhuvudort i Kina, Jiangxi Sheng, lat 27,38, long 116,00)
Gugang är en sockenhuvudort i Kina. Den ligger i provinsen Jiangxi, i den sydöstra delen av landet, omkring 140 kilometer söder om provinshuvudstaden Nanchang. Antalet invånare är 11 937. Befolkningen består av 5 494 kvinnor och 6 443 män. Barn under 15 år utgör 21,0 %, vuxna 15-64 år 70 %, och äldre över 65 år 7,0 %.
Runt Gugang är det ganska tätbefolkat, med 111 invånare per kvadratkilometer. Närmaste större samhälle är Xiangshan, 19,4 km norr om Gugang. I omgivningarna runt Gugang växer i huvudsak blandskog.
Genomsnittlig årsnederbörd är 2 316 millimeter. Den regnigaste månaden är juni, med i genomsnitt 432 mm nederbörd, och den torraste är oktober, med 18 mm nederbörd.